# Bernac-Debat
 Bernac-Debat  es una comuna y población de Francia, en la región de Mediodía-Pirineos, departamento de Altos Pirineos, en el distrito de Tarbes y cantón de Séméac.
Su población en el censo de 1999 era de 557 habitantes.
Está integrada en la Communauté de communes Gespe Adour Alaric.

## Demografía
| 408 | 439 | 503 | 461 | 528 | 557 |
| Para los censos de 1962 a 1999 la población legal corresponde a la población sin duplicidades (Fuente: INSEE [Consultar]) |     |     |     |     |     |